# Macropinna microstoma
Macropinna microstoma – gatunek głębinowej ryby srebrzykokształtnej z rodziny Opisthoproctidae, jedyny przedstawiciel rodzaju Macropinna. Charakteryzuje się wysoko wyspecjalizowanym narządem wzroku.

## Występowanie
Północny Pacyfik od Morza Beringa na północy po Japonię i Kalifornię Dolną na południu.
Rzadki gatunek spotykany na głębokościach 600–770 m p.p.m.

## Cechy morfologiczne
Osiąga 15 cm długości. W płetwie grzbietowej 11 promieni, w płetwie odbytowej 14 promieni. Płetwa tłuszczowa położona przy podstawie płetwy ogonowej. W płetwach piersiowych 17–18 promieni, w płetwach brzusznych 10 promieni. Ubarwienie dorosłych osobników ciemnobrązowe.
Macropinna microstoma ma cylindryczne oczy umieszczone w przezroczystej osłonie na szczycie głowy. Ich pozycję może zmieniać z pionowej do poziomej, dzięki czemu może obserwować przestrzeń przed i nad sobą. Mały otwór gębowy sugeruje, że ta ryba żywi się drobnym pokarmem. W żołądkach złowionych okazów znajdowano resztki parzydełkowców.

## Rozród
Gatunek jajorodny. Larwy unoszą się w toni wchodząc w skład planktonu.